# Brachychiton diversifolius
Brachychiton diversifolius är en malvaväxtart. Brachychiton diversifolius ingår i släktet Brachychiton och familjen malvaväxter.

## Underarter
Arten delas in i följande underarter:
- B. d. diversifolius
- B. d. orientalis